# 삼성 갤럭시 A02
삼성 갤럭시 A02는 삼성전자가 2021년 1월에 공개한 안드로이드 스마트폰이다. 휴대전화는 2021년 1월에 발표 및 출시되었다. 이 휴대전화는 6.5인치 720p 터치스크린 디스플레이, 듀얼 카메라 설정을 특징으로 하며 안드로이드 10기반 One UI Core 2.5가 제공된다. 이 휴대전화는 삼성에서 출시한 삼성 갤럭시 M02와 동일한 기능 중 일부를 공유한다.

## 같이 보기
- 삼성 갤럭시 A01
- 삼성 갤럭시 A01 Core
- 삼성 갤럭시 A 시리즈
- One UI